# ビルド・ア・ガール
『ビルド・ア・ガール』（How to Build a Girl）は、2019年のアメリカ合衆国とイギリスの合作による青春コメディ映画。監督はコーキー・ギェドロイツ、出演はビーニー・フェルドスタインとパディ・コンシダインなど。キャトリン・モランが2014年に発表した自伝的小説『How to Build a Girl』を原作とし、モラン自らが脚本を執筆した作品で、冴えない日常を送る16歳の少女が、辛口の音楽ライターに変身し、さまざまな失敗を乗り越えて人気ジャーナリストへと成長していく姿を描いている。

## ストーリー
1993年、イングランドのウルヴァーハンプトン。16歳のジョアンナ・モリガンには文才があったが、世間にそれを知らしめる機会を得られずにいた。そんなある日、ジョアンナはロックミュージックを専門とする雑誌が記者を募集していることを知った。ジョアンナはロックに関して全くの素人だったが、勇気を出して応募したところ採用された。
エッジの効いた文章が高い評価を得たジョアンナだったが、それだけでは満足できなかった。ジョアンナはアイドル的な存在を目指していたのである。そこで、ジョアンナは髪を赤く染め、ドリー・ワイルドという破天荒なキャラを演じることにした。その目論見は見事当たったが、ほどなくして、ジョアンナは「ドリーは私が本当になりたかった自分なのか」という疑問を抱くようになった。

## キャスト
- ビーニー・フェルドスタイン - ジョアンナ・モリガン
- アルフィー・アレン - ジョン・カイト
- パディ・コンシダイン - パット・モリガン
- サラ・ソルマーニ（英語版） - アンジー・モリガン
- ローリー・キナストン - クリッシー・モリガン
- ジョアンナ・スキャンラン（英語版） - ミセス・ベリング
- アリンゼ・ケニ（英語版） - ケニー
- フランク・ディレイン - トニー・リッチ
- ジャミーラ・ジャミル - クレオパトラ7世
- タイグ・マーフィ - アンディ・ロック
- ジギー・ヒース - ダービー
- エマ・トンプソン - アマンダ・ワトソン
- クリス・オダウド - アラン・ウィルコ・ウィルキンソン
- ドーナル・フィン - カール・ボーデン
- エドワード・ブルーメル（英語版） - マネジャー
- マイケル・シーン - ジークムント・フロイト
- ルーシー・パンチ - シルヴィア・プラス
- シャロン・ホーガン（英語版） - ジョー・マーチ
- ジェマ・アータートン - マリア・フォン・トラップ
- リリー・アレン - エリザベス・テイラー
- ボビー・スコフィールド - プライシー
- アレクセイ・セイル（英語版） - カール・マルクス

## 製作
2014年11月、アリソン・オーウェンとデブラ・ヘイワードがキャトリン・モランの小説『How to Build a Girl』の映画化権を購入した。2018年5月8日、ビーニー・フェルドスタインの起用が発表された。6月20日、アルフィー・アレンが本作に出演することになったと報じられた。7月、パディ・コンシダイン、サラ・ソルマーニ、ローリー・キナストン、ジョアンナ・スキャンラン、アリンゼ・ケニ、フランク・ディレイン、タイグ・マーフィ、ジギー・ヒースが起用された。8月26日、ジャミーラ・ジャミルが自身のInstagramで本作に出演すると発表した。10月、エマ・トンプソンとクリス・オダウドがキャスト入りした。

### 撮影・音楽
2018年7月16日、本作の主要撮影がイギリスで始まった。2019年5月21日、オリ・ジュリアンが本作で使用される楽曲を手掛けることになったと報じられた。

## 公開・興行収入
2018年10月30日、本作の劇中写真が初めて公開された。2019年9月7日、本作は第44回トロント国際映画祭でプレミア上映され、FIPRESCI賞（スペシャル・プレゼンテーション部門）を受賞した。11月9日、IFCフィルムズが本作の全米配給権を獲得したとの報道があった。2020年4月8日、本作のオフィシャル・トレイラーが公開された。5月8日、本作は全米6館で限定公開され、公開初週末に1万3201ドル（1館当たり2200ドル）を稼ぎ出し、週末興行収入ランキング初登場2位となった。

## 評価
本作は批評家から高く評価されている。映画批評集積サイトのRotten Tomatoesには93件のレビューがあり、批評家支持率は80%、平均点は10点満点で6.51点となっている。サイト側による批評家の見解の要約は「『ビルド・ア・ガール』のストーリーは青春映画の型にハマったものである。しかし、ビーニー・フェルドスタインのチャーミングな演技のお陰で、同作は良い意味で独特な雰囲気を生み出している。」となっている。また、Metacriticには22件のレビューがあり、加重平均値は70/100となっている。